# Маскот

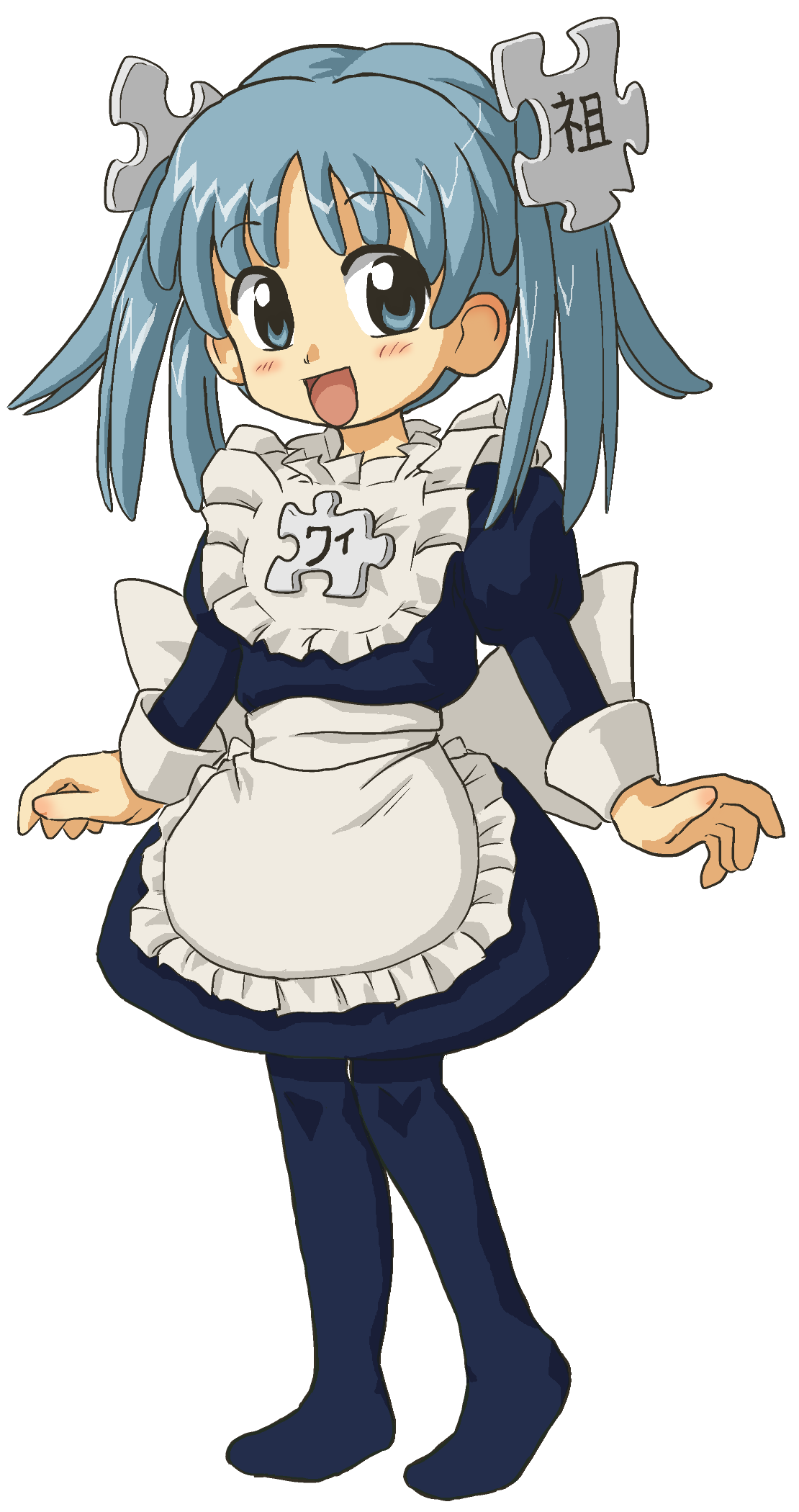
Вікіпе-тан — офіційний символ вікіпроєкту, присвяченого аніме та манзі. Брала участь у конкурсі на право стати офіційним символом Вікіпедії

Маско́т (фр. mascotte — «людина, тварина або об'єкт, який приносить удачу») — персонаж, антропоморфний чи будь-який інший, котрий є символом чогось. Часто уособлює собою якийсь колектив: школу, спортивну команду, товариство, військовий підрозділ, захід або бренд.

## Використання
Маскоти часто використовуються як персонажі, що представляють споживачам товари та послуги (наприклад, клоун Рональд Макдональд). Для вуличної реклами, як правило, наймають людину і зодягають її в костюм маскота. Активно використовуються люди в костюмах маскотів різноманітними спортивними командами, особливо північноамериканськими. Одним із найбільш впізнаваних і знаменитих маскотів у США є «Філлі Фанатик» — талісман бейсбольної команди «Філадельфія Філліз».
Існує багато відомих маскотів музичних груп. Вони зображуються на обкладинках альбомів, стають частиною ліричних історій і навіть повноцінними учасниками сценічного шоу. Один із яскравих прикладів — зомбі Едд, що став справжнім брендом групи Iron Maiden, рожева свиня групи Pink Floyd або Вік Раттлхед групи Megadeth.
Свої талісмани існують у Олімпійських та Паралімпійських ігор, різних футбольних, хокейних, бейсбольних і легкоатлетичних чемпіонатів.
Radiator mascot — автомобільний термін: емблема на радіаторі або передній частині капота автомобіля.

## Інтернет-маскоти
В Інтернеті маскот — атрибут графічних композицій і дійова особа анімації рекламного характеру на мережевих ресурсах, де велику роль відіграє дизайн і соціальне позиціювання.
Відомими маскотами в Інтернеті є козел Френк, емблема і покровитель Живого Журналу, Фелла — робо-кішка, яка «обслуговує» DeviantArt.
Багато проектів із відкритим кодом також мають свій талісман — наприклад, у FreeBSD — це чортеня на ім'я Бісті, у разі Linux — це пінгвін Tux, а у XMPP — сервера ejabberd — їжачок.
Деякі любителі аніме вважають маскотом Вікіпедії Вікіпе-тан, однак вона не є офіційним символом усього Вікіпроєкту, а лише тієї його частини, що присвячена аніме та манзі.